# Pacem in Terris
Pacem in Terris (em português: Paz na Terra) é uma Carta-Encíclica do Papa João XXIII sobre "a Paz de todos os povos na base da Verdade, Justiça, Caridade e Liberdade". Foi publicada no dia 11 de Abril de 1963, dois meses antes da morte de João XXIII, dois anos depois da construção do Muro de Berlim e alguns meses depois da Crise dos Mísseis em Cuba.
Sobre esta conjuntura caracterizado pela Guerra Fria, João XXIII, através deste documento pontifício, defende que "os conflitos entre as nações devem ser resolvidas com negociações e não com armas, e na confiança mútua (nº. 113)". Para ele, "a Paz entre os povos exige: a verdade como fundamento, a justiça como norma, o amor como motor, a liberdade como clima".
Esta encíclica, muito ligado à Doutrina Social da Igreja, é considerada uma das mais famosas do século XX e várias das suas ideias foram adoptadas e defendidas pelo Concílio Vaticano II (1962-1965). É também o primeiro documento da Igreja a ser dirigido também a «todas as pessoas de boa vontade».
Devido à sua importância e popularidade, a Pacem in Terris está actualmente depositada nos arquivos da ONU. São João XXIII, foi o Papa da Paz e, esta Encíclica está intimamente ligada ao seu nome, que é também vista como o testamento deste grande Santo da Igreja Católica.

## Estrutura da encíclica
Genericamente, a Pacem in terris pode ser dividida em 5 partes:
- a primeira parte é uma reflexão aprofundada "dos direitos e deveres da pessoa humana", enquanto fundamentos da paz.[2]

- a segunda parte aborda as relações "entre os indivíduos e os poderes públicos, em cada comunidade política". João XXIII considera que a autoridade vem de Deus, mas que deve ser sempre "orientada para a promoção do bem comum" e dos direitos humanos.[2]

- a terceira parte reflecte sobre as relações entre as comunidades políticas, baseando-se principalmente "em problemas concretos, como o das minorias (nº 94-97), o dos refugiados políticos (nº 103-108), o do desarmamento (nº 110) e o dos povos subdesenvolvidos (nº 123)".[5] O fundamento desta reflexão é a "existência de direitos e deveres internacionais, [que] se fundamentam nas normas de verdade, de justiça, de solidariedade e de liberdade".[2]

- a quarta parte, muito ligada à terceira parte, analisa "as relações dos indivíduos e das comunidades políticas com a comunidade mundial, preconizando a instituição de uma autoridade pública universal (nº 132-138) e afirmando o princípio da subsidiariedade, em que as pequenas comunidades possam exercer livremente as suas atribuições dentro da linha do bem comum (nº 140)".[5]

- a quinta parte tem um forte carácter pastoral: João XXIII recomenda "a participação de todos os cidadãos na vida pública; a competência científica, técnica e profissional dos responsáveis; a inspiração cristã das instituições encarregadas do bem temporal; e a colaboração dos católicos no setor socioeconômico-político (nº 146-160)".[5] Nesta parte, sobressai o "aspecto ecumênico da encíclica", porque exorta "a todos os homens de boa vontade a [...] restaurar as relações de convivência humana".[2]

## Ideias principais

Brasão pontifício de João XXIII.

A Pacem in terris realçou "o tema da paz, numa época marcada pela proliferação nuclear" e pela disputa perigosa entre os EUA e a URSS (a Guerra Fria). Através desta encíclica, a Igreja reflectiu profundamente sobre a dignidade, os deveres e os "direitos humanos, enquanto fundamentos da paz mundial". A Pacem in terris, completando o discurso da Mater et Magistra, sublinhou "a importância da colaboração entre todos: é a primeira vez que um documento da Igreja é dirigido também a «todas as pessoas de boa vontade», que são chamados a uma «imensa tarefa de recompor as relações da convivência na verdade, na justiça, no amor, na liberdade»".
Este documento pontifício defendeu também o desarmamento, uma distribuição mais equitativa de recursos, um maior "controlo das políticas das empresas multinacionais" e várias "políticas estatais que favoreçam o acolhimento dos refugiados"; reconheceu de "que todas as nações têm igual dignidade e igual direito ao seu próprio desenvolvimento"; propôs a construção de uma "sociedade baseada na subsidiariedade"; e incentivou os católicos à acção e à transformação do presente e do futuro. Esta encíclica exortou também "os poderes públicos da comunidade mundial" (sendo a ONU a sua autoridade máxima) a promover o "bem comum universal", através de uma resolução eficaz dos vários problemas que assolam o mundo.
No fundo, o Papa João XXIII queria a consolidação da "Paz na terra, anseio profundo de todos os homens de todos os tempos, [que] não se pode estabelecer nem consolidar senão no pleno respeito da ordem instituída por Deus". Para o Papa, esta ordem "é de natureza espiritual" e "é uma ordem que se funda na verdade, que se realizará segundo a justiça, que se animará e consumará no amor, que se recomporá sempre na liberdade, mas sempre também em novo equilíbrio, cada vez mais humano". Para ele, só esta nova ordem mundial pode preservar a Paz, "cujo sinal perfeito foi Cristo".

## Algumas consequências
Quando a Pacem in Terris foi publicada, ela provocou uma "enorme impressão a todos, inclusivamente ao bloco soviético". Pela primeira vez, esta encíclica defende que a paz só pode ser alcançada através da colaboração de todas as "pessoas de boa vontade", incluindo aquelas que defendem "ideologias erradas" (como o comunismo). Devido a este apelo à colaboração e à solidariedade, ela acabou por incitar a Igreja Católica a começar a negociação com os governos comunistas, para que estes possam garantir o bem-estar dos seus cidadãos e habitantes católicos. Esta política diplomática (a ostpolitik) foi continuada pelo Papa Paulo VI, apesar de a Igreja ainda continuar a condenar o comunismo como uma ideologia errada e maléfica. Devido à ostpolitik, a vida dos católicos na Polónia, na Hungria e na Roménia melhorou um bocado.
- Doutrina Social da Igreja
- Mater et Magistra
- Papa João XXIII
- Paz